# 新高岡駅
新高岡駅（しんたかおかえき）は、富山県高岡市下黒田にある、西日本旅客鉄道（JR西日本）の駅である。

## 概要
当駅は2015年（平成27年）3月14日に北陸新幹線の長野駅 - 金沢駅間延伸と同時に開業した。城端線との交点に設けられており、市の代表駅である高岡駅とは城端線で1駅の距離である。城端線としては1956年の林駅以来59年ぶりの新駅設置となった。
北陸新幹線の長野駅 - 金沢駅間に新たに設けられた7駅のうち、開業と同時に新設されたのは黒部宇奈月温泉駅と当駅の2駅である。
なお、北陸新幹線の延伸開業時に運行開始した定期列車のうち、速達タイプの「かがやき」は当駅を通過するが、停車タイプの「はくたか」と、サンダーバードやしらさぎの代わりとして誕生した、敦賀 - 富山間を運行する「つるぎ」は、いずれも全列車が停車する。なお、「かがやき」に関しては臨時便が追加運行される場合、一部が停車することがある。2017年12月までは平日・土日祝日に関わらず一往復が当駅に停車していたが、平日の利用者が少ないことから、12月以降は主に土日祝日のみの停車とし、通常の平日については通過となった。高岡市などによる「新高岡駅『かがやき』停車実現期成同盟会」がかがやき停車を求めて運動していたが、利用者は一定数以上伸びなかったという。
在来線の運行本数は日中1時間に1本である。

### 乗り入れ路線
新幹線の北陸新幹線と在来線の城端線が乗り入れる。

## 歴史
- 1982年（昭和57年）3月30日：日本鉄道建設公団富山新幹線準備事務所が富山県内の新幹線通過ルートおよび停車駅を黒部、富山、高岡にすることに決定[20]。
- 2009年（平成21年）11月：駅高架部着工。
- 2012年（平成24年）
  - 6月：駅高架部完成。
  - 9月9日：駅舎着工[21]。
- 2013年（平成25年）6月7日：駅名を「新高岡駅」に決定[22]。
- 2014年（平成26年）8月：駅舎完成。
- 2015年（平成27年）
  - 3月10日：駅の開業に先立ち、南口駅前ロータリーに路線バスが乗り入れ開始[23]。
  - 3月14日：北陸新幹線の長野駅 - 金沢駅間延伸に伴い開業[1]。
- 2017年（平成29年）4月15日：城端線の高岡駅方面において交通系ICカード「ICOCA」の利用が可能になる[24][25][26][27]。
- 2020年（令和2年）12月24日：ホームに踏み外し防止用のスペースライトを設置し、使用開始[28]。
- 2021年（令和3年）10月：みどりの券売機プラス導入[29][30]。

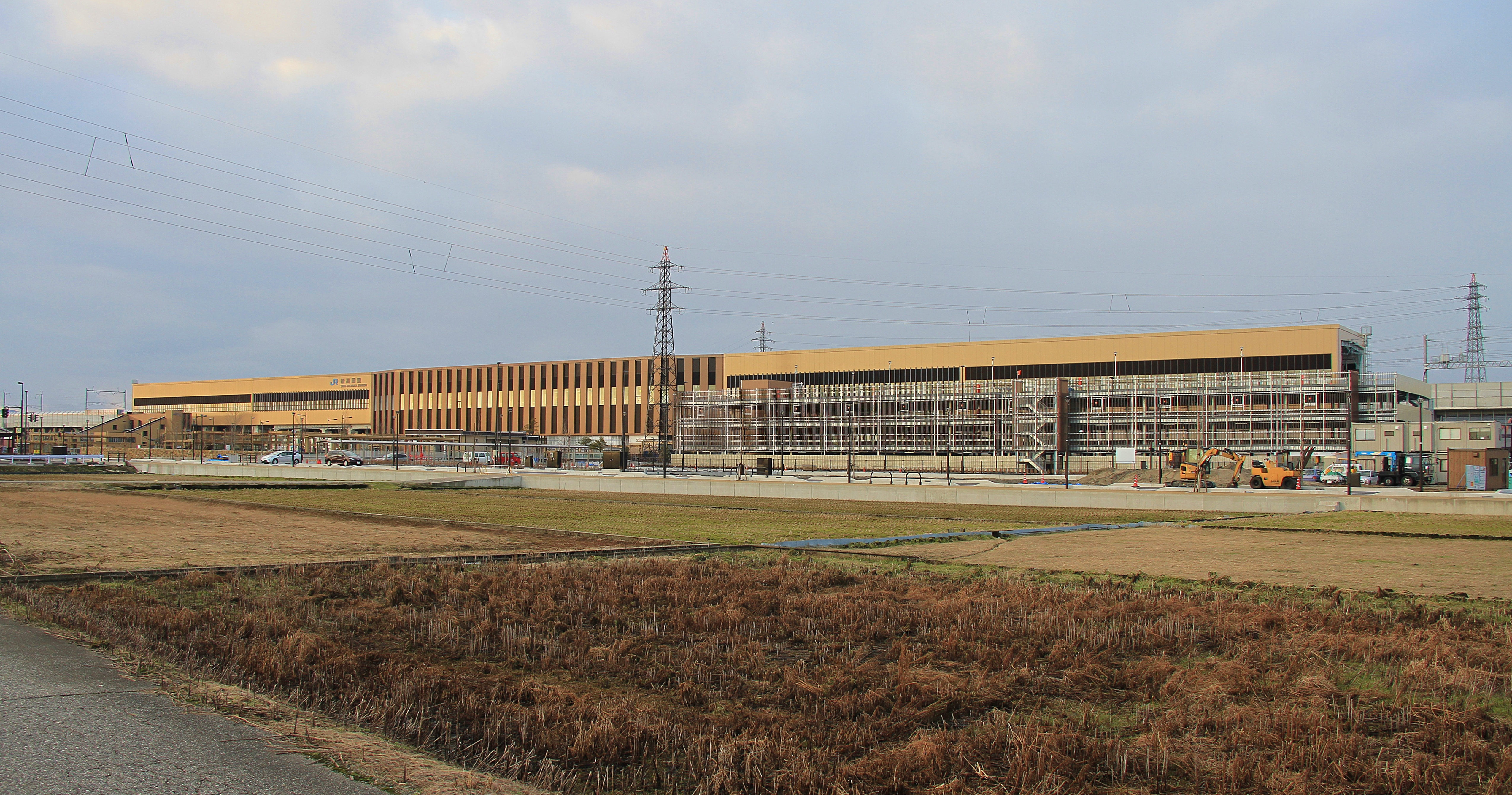
工事中の駅舎（南側 2015年2月）

## 駅構造
新幹線と在来線は改札外連絡となっている。駅舎のコンセプトは「飛越能の歴史を継承する駅」。外壁の塗色は高岡銅器をイメージさせる茶色系を採用しており、瑞龍寺の回廊や金屋町の古民家などにある縦格子（さまのこ）を駅舎全体に取り入れている。

### 新幹線
駅舎2階の新幹線ホームは相対式ホーム2面2線の高架構造で通過線はなく、両ホームにはホームドア（可動式安全柵）が設置されている。なお両ホームとは改札内より、エスカレーター・階段・エレベーターで連絡している。また出札窓口・改札口・みどりの窓口などの駅機能は、駅舎1階・南北自由通路東側に配置されている。みどりの券売機は改札口左手に3台設置され、「5489サービス・えきねっと予約（一部の切符を除く）・エクスプレス予約・JR九州列車予約サービス」それぞれの発券が可能である。
南北自由通路を挟み西側の高架下には、西口に繋がる通路があり、その両サイドには、観光案内所・ギャラリー・お土産処・待合室・トイレなどがあり、西口からは城端線ホームへ向かうことができる。また南北自由通路には、これまで高岡商工会議所ビル前ポケットパークにあった、高岡開帳400年の記念に制作された記念碑である、加賀前田家2代目前田利長の「銀鯰尾形（ぎんなまずおなり）兜」を模した高さ4mのブロンズ製「高岡大兜」が移設された（詳細は後述）。
新幹線ホームは北側から下記のように配置されている。

#### のりば
| のりば | 路線       | 方向 | 行先           |
| ------ | ---------- | ---- | -------------- |
| 1      | 北陸新幹線 | 上り | 富山・東京方面 |
| 2      | 北陸新幹線 | 下り | 金沢・敦賀方面 |

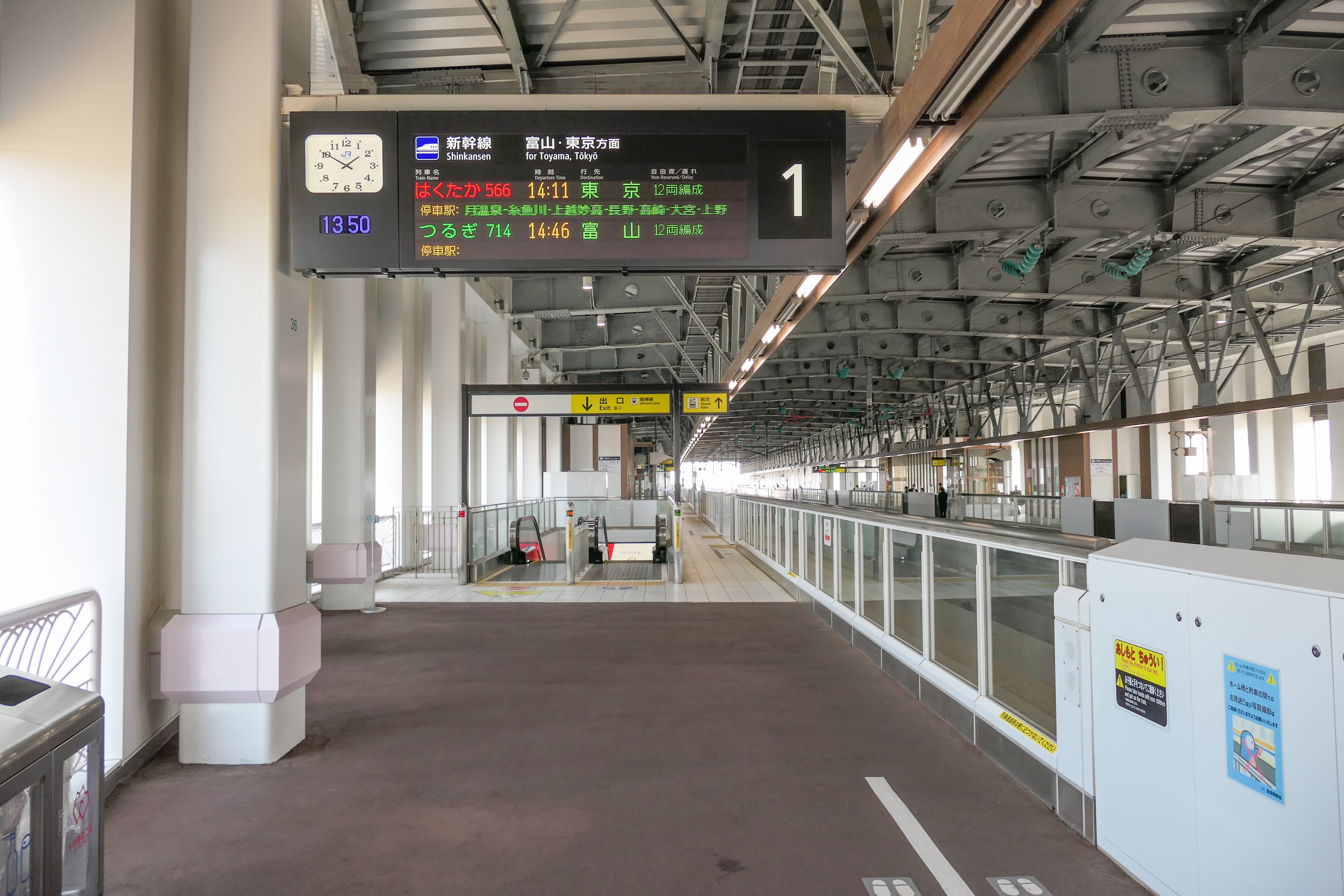
新幹線1番線ホーム
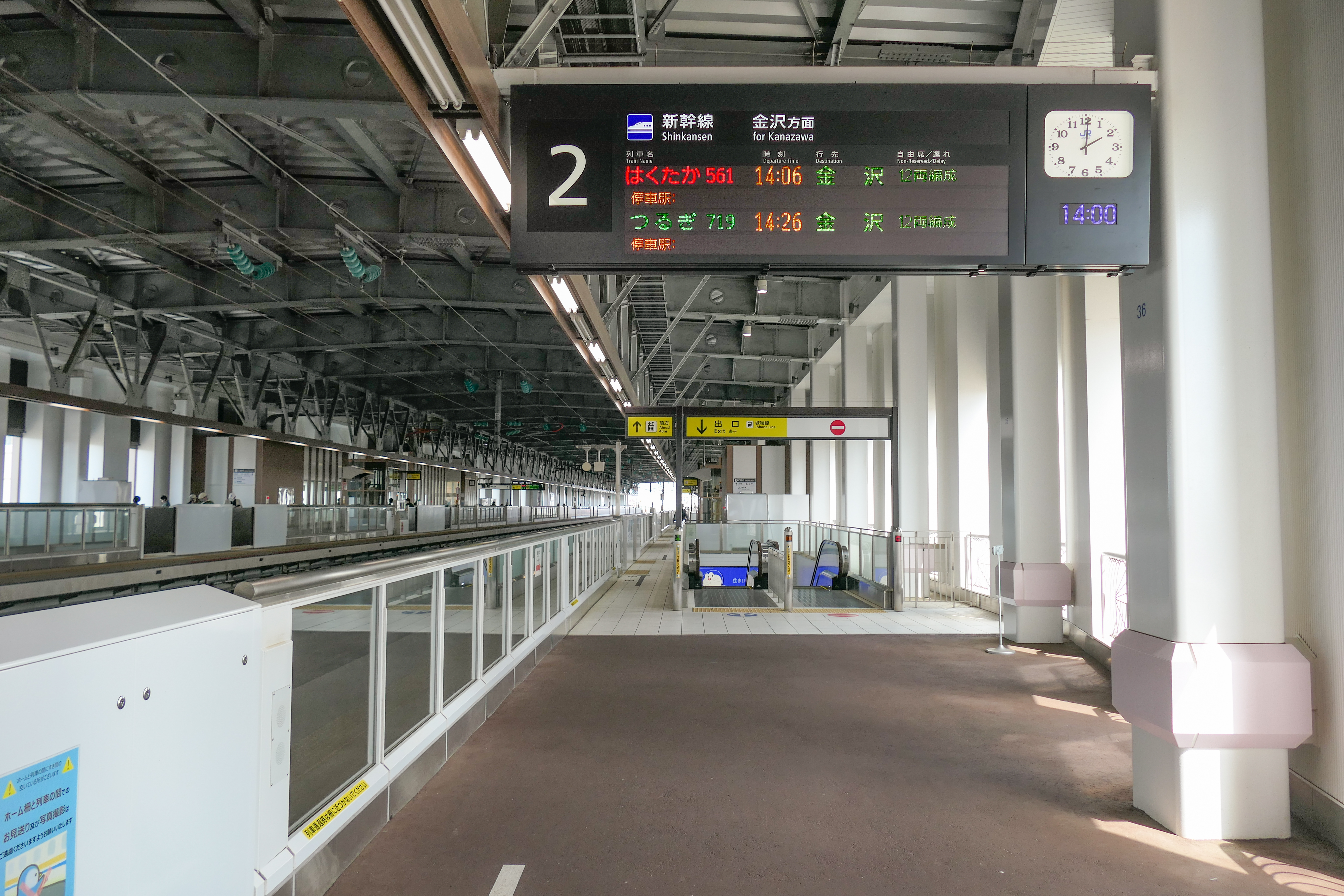
新幹線2番線ホーム
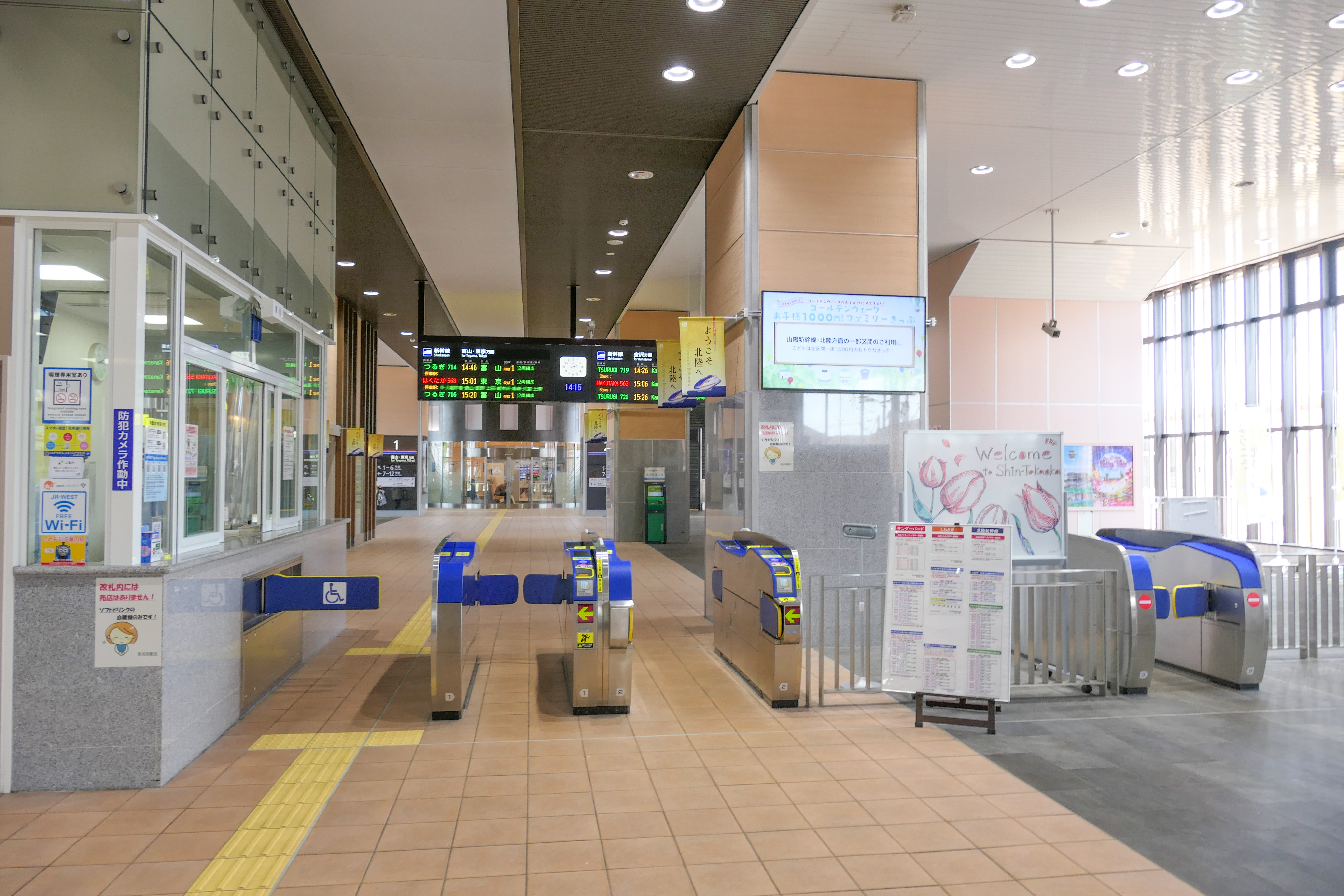
新幹線改札口

### 在来線
在来線（城端線）ホームは新幹線ホーム西側の地平部、駅舎に接する南側に単式ホーム1面1線を設置した地上駅であり、ホームにはのりば番号などの表記はない。新幹線の線路に垂直交差する構造となっており、改札口はないもののベンチ付の待合室が設けられている。また城端線を跨ぎ西口広場へ向かうエレベーター付の自由通路（跨線橋）がある。
在来線の新高岡駅は無人駅扱いであり、開業当初は乗車の際は車内で整理券を受け取った上で、降車時に整理券と一緒に料金を支払う形をとっていた。2016年2月27日から現金専用の券売機（ICOCAやSuicaなど交通系ICカードの現金チャージにも対応）が設置され、在来線ホーム上で券売機での乗車券購入が可能となった。また現在は全時間帯で全てのドアが開き、整理券の発行が行われなくなっている（城端線の無人駅形態では唯一）。新幹線駅舎のみどりの券売機での乗車券購入は開業当初から可能であり、現在もクレジットカード決済が必要な場合および領収証が必要な場合はみどりの券売機で購入する必要がある。
接近時の警報音は、開業当初は踏切音と同じだったが、現在は行き先を知らせるアナウンスの後に永楽電気製のメロディが鳴る形式に変更されている。
| ホーム       | 路線      | 方向      | 行先          |
| ------------ | --------- | --------- | ------------- |
| 城端線のりば | ■JR城端線 | 上り/下り | 高岡/城端方面 |

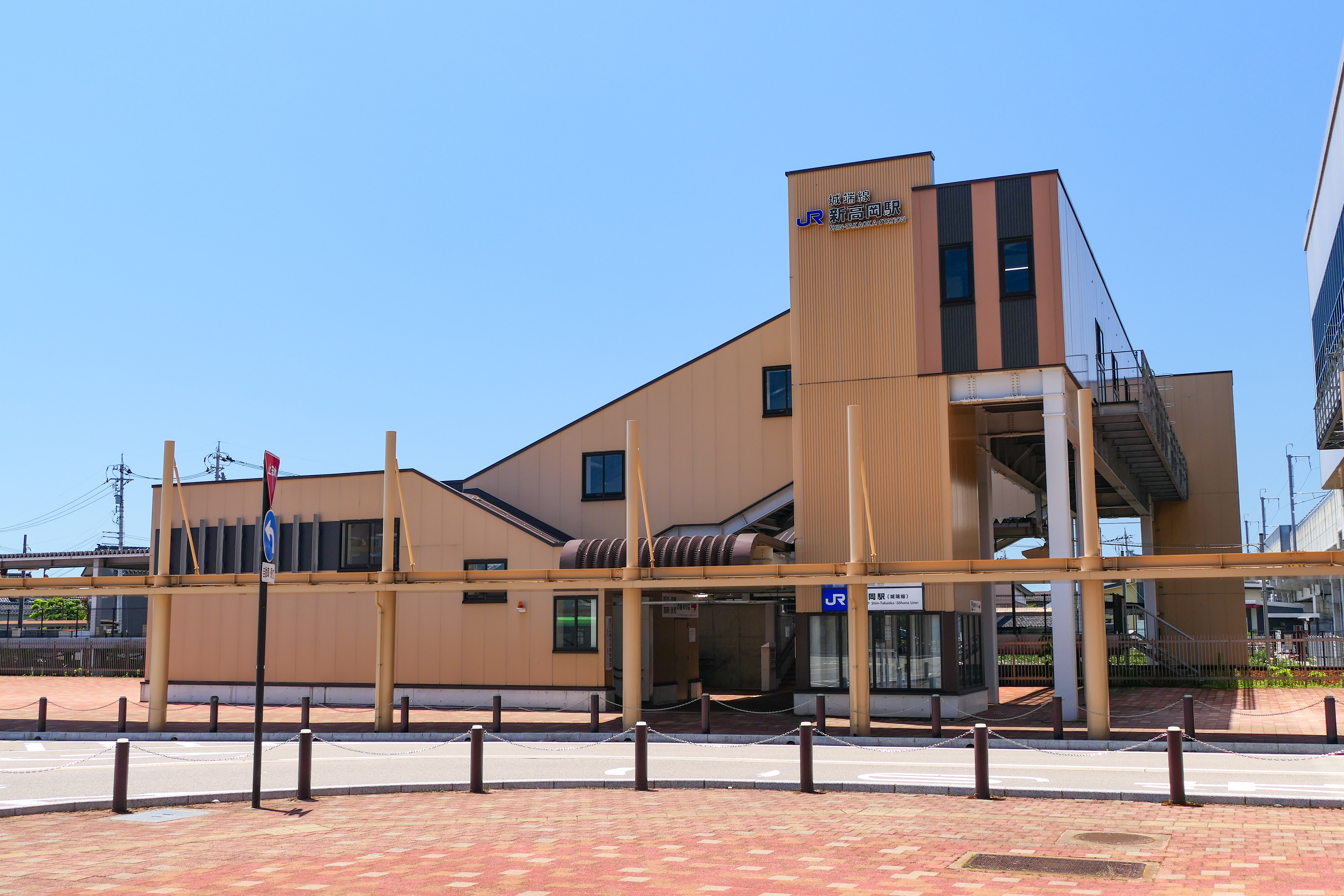
城端線・新高岡駅
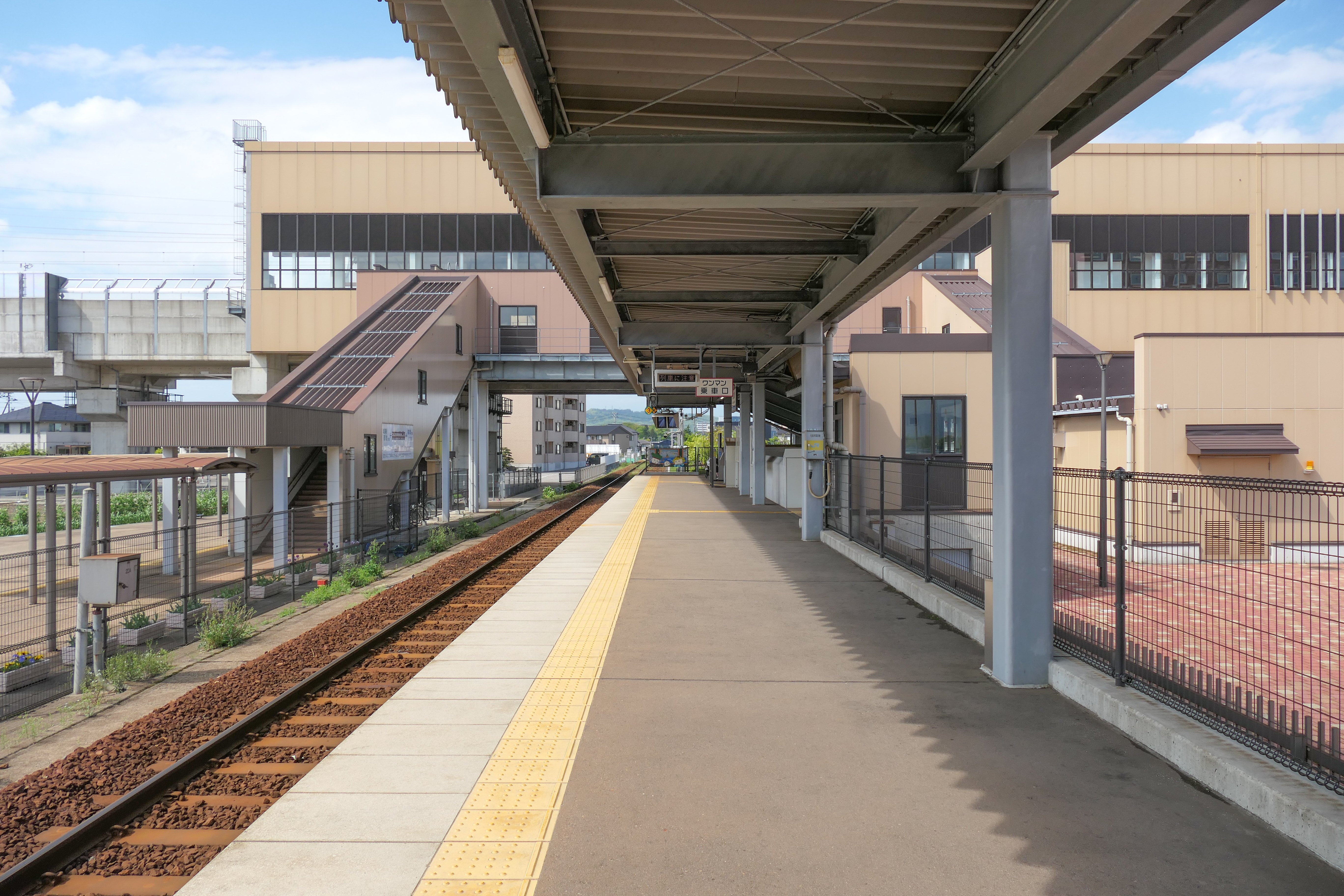
城端線ホーム
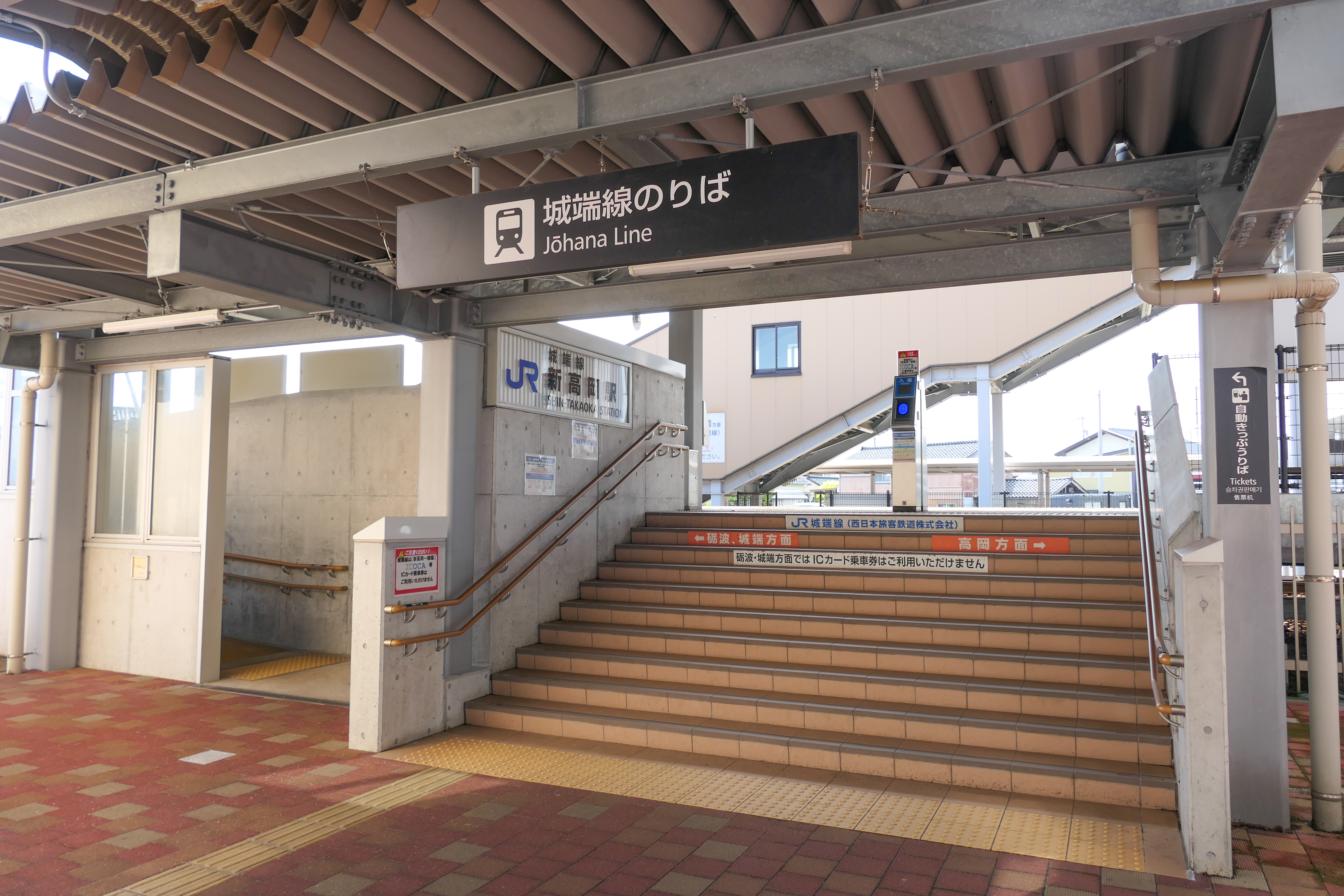
城端線改札口

## 利用状況
「富山県統計年鑑」と「高岡市統計書」によると、2019年（令和元年）度の1日平均乗車人員は2,041人である。西日本旅客鉄道の移動等円滑化取組報告書によれば、2023年度の1日当たりの利用者数は4,012人。
| 年度               | 1日平均 乗車人員 |
| ------------------ | ---------------- |
| 2014年（平成26年） | 3,139            |
| 2015年（平成27年） | 1,929            |
| 2016年（平成28年） | 1,989            |
| 2017年（平成29年） | 2,045            |
| 2018年（平成30年） | 2,074            |
| 2019年（令和元年） | 2,041            |

## 駅弁
主な駅弁は下記の通り。
- ますぶりすし重ね
- ますのすし（二重）
- 特選ますのすし
- ぶりのすし
- ますのすし（一重）[38]
- 有磯海
- ぶりのすし小箱
- ますとぶり小箱
- ますのすし小丸
- ますのすし小箱
- 牛すき焼き弁当
- 三色ちらし弁当
- 雷鳥のうた
- ますの寿し２段
- 特選ますの寿し
- ぶりの寿し
- ますの寿し１段
- ますの昆布じめ寿し（小桶）
- ますの寿し弁当型
- かにの押し寿し
- 笹巻き寿し

## 駅周辺

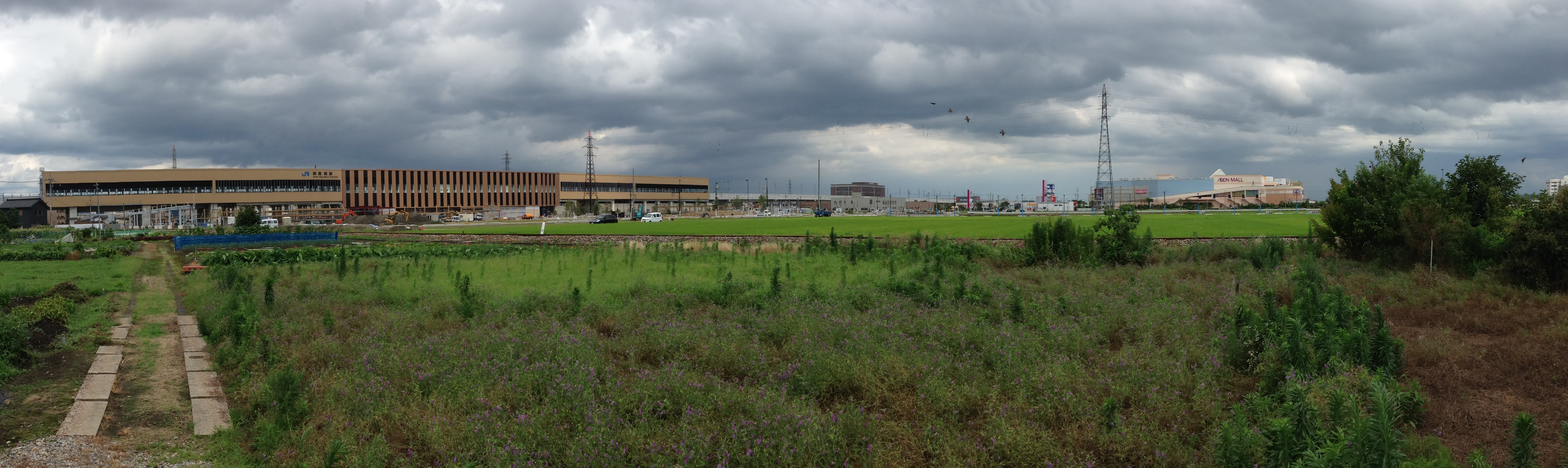
一般道から撮影した当駅南側のパノラマ
（2014年7月19日）

周辺は高岡市中心部から南へ約1.5kmの地点に位置し、新幹線北側は店舗や住宅地が、南側は水田が広がる。
北口には送迎用交通広場が、またその広場には、北口のシンボルとして新高岡駅の北側にある国宝瑞龍寺より高岡市に寄贈された、瑞龍寺の大茶堂北側にあった、高さ4m超、重さ約9トンの六角型石灯籠が設置されている。南口には、送迎、公共交通用の交通広場、カフェのある公園、交番が整備された。また駅周辺には、有料、無料を含め約800台収容の駐車場が設けられている。城端線の線路を跨いだ先に送迎用の西口広場が設置されており、上記の跨線橋を使って城端線駅および北陸新幹線駅に向かう形となる。西口広場に面した道路を南に進んだ先にはかつて黒田仮停車場があった場所を示す「中越鉄道 黒田駅舎跡」看板が設置されている。
所在地の高岡市では、駅前広場など駅周辺の環境整備と、市中心部をはじめとする周辺地域とのアクセス環境向上について各種施策を進めており、2017年1月24日には、南口駅前に新高岡駅初のホテルが開業した。

### 北口側
- 高岡市地方卸売市場
- 瑞龍寺
- 八丁道
- 前田利長墓所
- 高岡市街地
  - 高岡古城公園
  - 高岡大仏
  - 山町筋
  - 金屋町

### 南口側
- 東横INN新高岡駅新幹線南口
- 済生会高岡病院
- 富山県産業創造センター（高岡テクノドーム）
- イオンモール高岡
- 高岡スポーツコア
  - 高岡市サッカー・ラグビー場
  - 高岡市テニス場
- 高岡おとぎの森公園
- 高岡バスターミナル（イルカ交通）

## バス路線

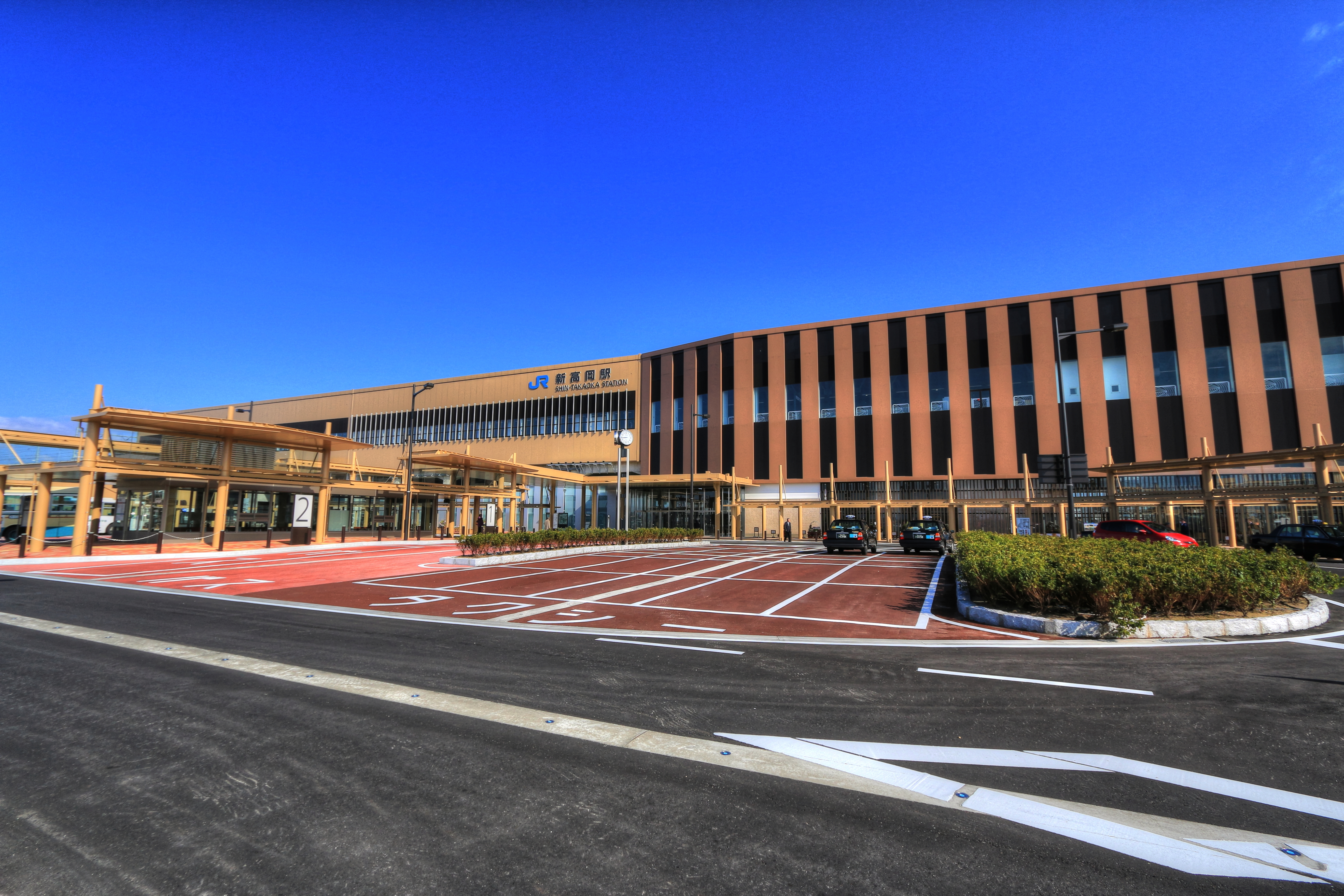
バス乗り場とタクシープール

南口駅前広場のロータリー内に路線バス用のバス停が4つ設置され、当駅と高岡駅や高岡市南部・周辺各地を結ぶ路線バスが発着している。また、ロータリーの外周上に路線バス以外のバスが予約なしで使用できる乗降場も4つ設置されているほか、ロータリー中央にはバス利用者向けの待合室がある。
北陸新幹線・城端線の駅としての開業に先立ち、2015年（平成27年）3月10日から加越能バスの一般路線バスと世界遺産バスが発着を開始した。
| のりば | 運行事業者                           | 路線・行先                                  | 備考 |
| ------ | ------------------------------------ | ------------------------------------------- | ---- |
| 1      | 加越能バス                           | 高岡駅南口                                  |      |
| 2      | 加越能バス                           | 高岡駅南口～済生会病院線 10：済生会高岡病院 |      |
| 2      | 加越能バス                           | 中田町線 11：中田町                         |      |
| 2      | 加越能バス                           | 新高岡駅経由庄川町線 20：庄川町             |      |
| 2      | 加越能バス                           | 砺波総合病院線 22：砺波総合病院             |      |
| 2      | 加越能バス                           | 小牧線 23：小牧                             |      |
| 2      | 加越能バス                           | 高岡法科大学線 24：高岡法科大学前           |      |
| 2      | 加越能バス                           | 戸出東部小学校線 25：戸出東部小学校前       |      |
| 3      | 富山地方鉄道                         | 国際大付属高校線：国際大付属高校            |      |
| 4      | 加越能バス                           | 世界遺産バス：白川郷                        |      |
| 4      | 加越能バス                           | わくライナー：和倉温泉                      |      |
| 4      | 加越能バス イルカ交通 濃飛乗合自動車 | 高山濃飛バスセンター                        |      |
| 4      | イルカ交通                           | きときとライナー名古屋：名古屋駅前          |      |

## 駅設置に至るまで

### 建設位置決定の経緯
1992年（平成4年）の北陸新幹線の工事認可申請の段階では、高岡市内の駅は仮称を「新高岡駅」とし、高岡駅南口から約1.5km南側（現在のイオンモール高岡・東館付近、メディアによって距離表記に違いがある）に設置され城端線とは接続しない予定だったが、2005年（平成17年）に県や高岡市、県西部自治体などからの要望を受けて設置場所を当初より250m西側（金沢方）へ移動し、城端線の高岡駅 - 二塚駅間と交差する位置へ変更した。
また地元行政側は併せて、城端線の新駅設置についてもJR西日本などと協議を進めた。JR側は並行在来線の北陸本線が新幹線開業後に第三セクターへ経営移管し、城端線と氷見線、大糸線が在来線上は孤立路線となることや、近年採算が悪化していることなども鑑みたうえで運行本数削減やバス転換について一時検討したものの、のちに新幹線開業後も引き続きJR西日本が運営を継続する旨が決定し、城端線ホームに関しても2012年（平成24年）12月26日付で設置が正式に決定した。

### 駅名決定の経緯
新設の駅名は事業者が決定権を有する。北陸新幹線の富山県内2駅の場合はJR西日本がそれに該当するが、所在地の高岡市では新幹線開業に向けたカウントダウン事業の一環として、地元行政側から提案する駅名をとりまとめるため、2011年（平成23年）11月18日に市内および県内の有識者6人で構成される「新幹線新駅駅名候補検討委員会」を設置し、同日開催の第1回委員会で市民アンケートの実施等に関する要綱を決定した。
そして同年11月25日から12月25日まで1か月間にわたり、市民を対象に駅名候補のアンケートを実施し、県内外から計1234通の候補が寄せられた。集計の結果、読み仮名ごとに最も多かったのは「まんようたかおか（万葉高岡・万葉たかおか等）駅」の173通であった。次いで建設時の仮称でもある「しんたかおか（新高岡・新たかおか等）駅」が163通、以下「えっちゅうたかおか（越中高岡・越中たかおか等）駅」107通、「たかおかまんよう（高岡万葉・たかおか万葉等）駅」59通、「たかおか（高岡等）駅」43通などの候補が寄せられた。また6人の委員からは「新高岡駅」「高岡飛越能駅（もしくは）飛越能高岡駅」「万葉高岡駅」「越中高岡駅」の4案5名称が提案された。
これを受けて2012年2月27日開催の第2回委員会で最終選考が行われ、複数の地元案が決定された。委員の間では1位案を「新高岡」としたのが3人、「万葉高岡」が2人、2 - 3位案を「飛越能高岡」としたのが3人であった。新高岡には「機能的で現駅との違いなどが分かりやすい」との意見があった半面「立地が悪い印象が出る」「もうひと工夫ほしくなる」などの意見が出された。また万葉高岡については「万葉故地を発信できる」との評価があったものの「県外客には通じにくい」などの意見があった。議論の結果、越中高岡を「在来線駅の印象がある」、高岡を「現駅の駅名変更などで混乱する恐れがある」として候補から除外したうえで、万葉集の歌枕として詠まれた景勝地が多数所在することにちなむ「万葉高岡」「高岡万葉」、新幹線駅として認識しやすい「新高岡」、飛越能地域の玄関口であることを示す「高岡飛越能」「飛越能高岡」の計5案を市に答申し、これを基に市はJR西日本金沢支社に要望書を提出した。 
JR西日本と東日本旅客鉄道（JR東日本）は2013年（平成25年）6月7日、新幹線開通と同時に開業する3つの新駅の駅名を発表し、新高岡駅については仮称の通り「新高岡駅」とする旨を発表した。他の2駅は上越駅が「上越妙高駅」、新黒部駅が「黒部宇奈月温泉駅」となり仮称から変更されたが、仮称がそのまま駅名となったのは新高岡駅のみであった。

### 発車メロディについて
高岡駅ではJR・万葉線いずれの駅でも高岡市の伝統工芸高岡銅器の「おりん」を使った、独自の発車メロディが採用されており、高岡市では新高岡駅の発車メロディでも同じく「おりん」を使った発車メロディの使用をJR西日本に提案していた。
JR西日本は2014年（平成26年）12月9日、北陸新幹線の自社管轄5駅にて開業後に使用する発車メロディを発表し、新高岡駅において「おりん」を使用したオリジナル発車メロディが正式に採用されることになった。
ただし、現在高岡駅で採用されている発車メロディは「おりん」のみを使用して演奏された曲であり、高岡市では新高岡駅向けに同じく「おりん」のみを使用したオリジナル曲を作曲していたが、JR西日本から複数の音源を使用するよう依頼があり、高岡に古くから伝わる雅楽の打楽器と弦楽四重奏を加えて組み合わせた曲となった。電子音は一切使用せずに生演奏による独創的な曲となっている。

### 高岡大兜

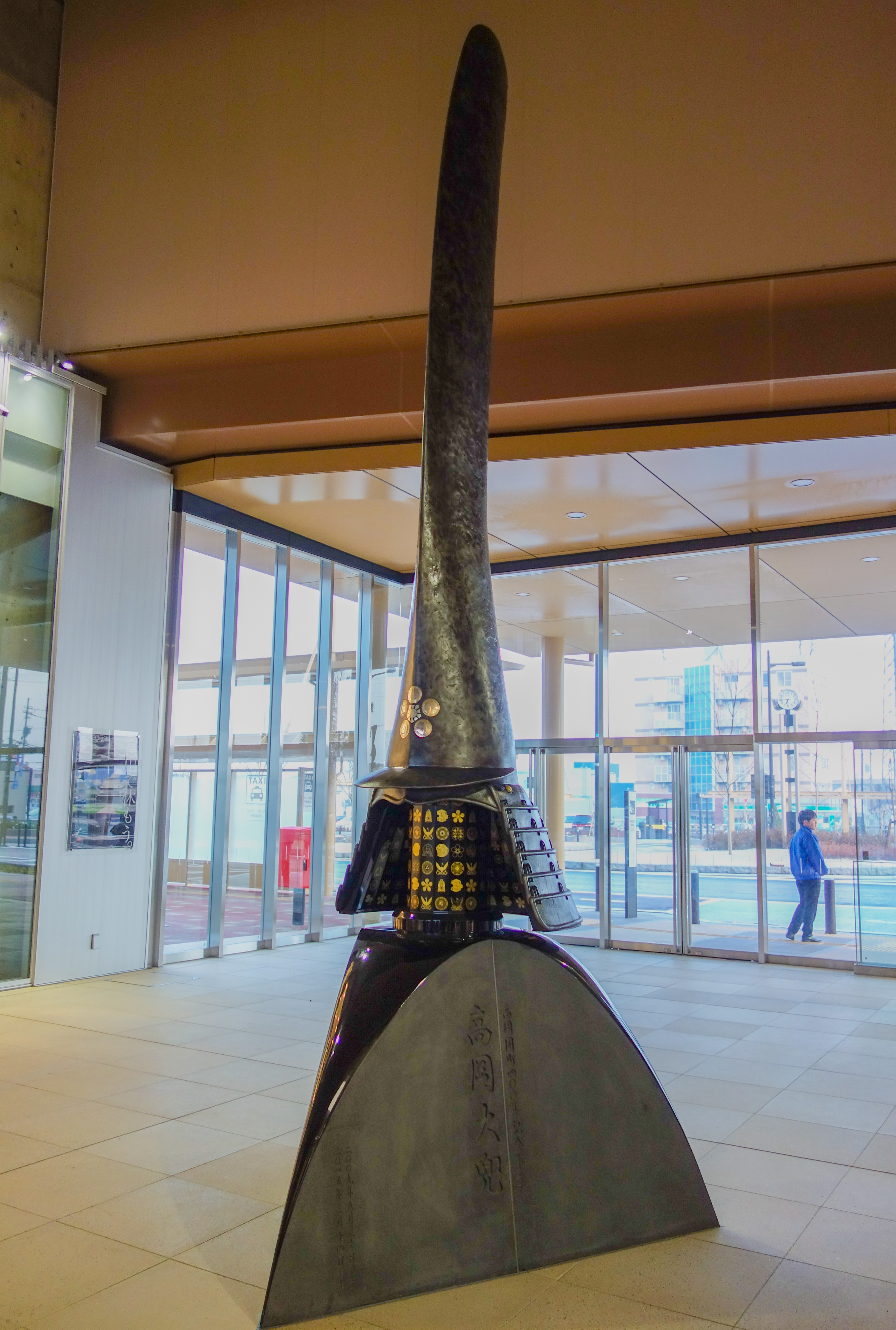
高岡大兜

高岡大兜は高岡開町400年を祝い、高岡ライオンズクラブが高岡伝統産業青年会に依頼し、2009年（平成21年）8月30日にお披露目されたブロンズ製の大兜で、「銀鯰尾形（ぎんなまずおなり）兜」の別名がある。高岡開町の祖である加賀藩2代藩主前田利長が戦の際に愛用した兜を模したもので、開町400年にちなみ高さ400cm(4m)、重さ400kgとなっている。兜表面には、彫金が施され、前面には前田家の家紋である梅鉢紋がはめ込まれている。兜の内側は螺鈿（らでん）や蒔絵（まきえ）、象嵌の装飾で彩られている。これまで、高岡商工会議所前ポケットパークに設置されていたが、北陸新幹線新高岡駅の完成に伴い駅舎のシンボルとして、南北自由通路中央に移設され待ち合わせのランドマークとなっている。

## 隣の駅
※JR西日本の観光列車「ベル・モンターニュ・エ・メール」の隣の停車駅は、列車記事を参照のこと。
西日本旅客鉄道（JR西日本）
 北陸新幹線
富山駅 - 新高岡駅 - 金沢駅
■城端線
高岡駅 - 新高岡駅 - 二塚駅